# آن: مردان وظیفه‌شناس
آن:مردان وظیفه‌شناس (به هندی: Aan: Men at Work)فیلمی محصول سال ۲۰۰۴ و به کارگردانی مادهور بهاندارکار است. در این فیلم بازیگرانی همچون آکشی کومار، جکی شروف، سونیل شتی، شاتورگان سینها، راوینا تاندون، لارا دوتا، عرفان خان، پریتی جانگیانی، اوم پوری، راوی کیشان، راجپال یاداو، گوهر خان ایفای نقش کرده‌اند.